# Liste des personnages de Naruto
 (septembre 2024).
Si vous disposez d'ouvrages ou d'articles de référence ou si vous connaissez des sites web de qualité traitant du thème abordé ici, merci de compléter l'article en donnant les références utiles à sa vérifiabilité et en les liant à la section « Notes et références ».
Cette page recense les personnages de Naruto. Les personnages présents dans cet article sont classés en fonction de leur pays, de leur hiérarchie, et par ordre alphabétique à l'intérieur d'un même rang. Lorsque leur hiérarchie en date du début du manga est inconnue, c'est celle qu'ils ont au 
moment de leur apparition qui est utilisée. Pour une liste complète de tous les personnages par ordre alphabétique, référez-vous à la fin de la page.

## Pays du Feu, village caché des feuilles, Konoha

### Les équipes
Équipe no 7 de Kakashi Hatake et Yamato
- Naruto Uzumaki
- Sakura Haruno (eiseinin)
- Sasuke Uchiwa remplacé par Saï.

Équipe no 10 de Asuma Sarutobi
- Chôji Akimichi
- Ino Yamanaka (eiseinin)
- Shikamaru Nara

Équipe no 8 de Kurenaï Yûhi
- Hinata Hyûga
- Kiba Inuzuka et Akamaru
- Shino Aburame

Équipe no 9 de Gaï Maito
- Neji Hyûga
- Rock Lee
- Tenten

Équipe d'Ebisu 
- Konohamaru Sarutobi
- Moegi
- Udon

### Anciennes
Équipe de Hashirama Senju (1er Hokage)
- Hiruzen Sarutobi
- Homura Mitokado
- Koharu Utatane

Équipe de Tobirama Senju (2e Hokage)
- Danzô Shimura
- Kagami Uchiwa
- Torifu Akimichi

Les sannin de Hiruzen Sarutobi (3e Hokage)
- Jiraya
- Orochimaru
- Tsunade (eiseinin)

Équipe de Minato Namikaze (4e Hokage)
- Kakashi Hatake
- Obito Uchiwa
- Rin Nohara (eiseinin)

### Personnages secondaires

#### Villageois
- Ayame
- Matsu
- Nishi
- Madame Shijimi
- Teuchi
- Genzô

#### Anciens
- Homura Mitokado
- Koharu Utatane

#### Genin
- Hanabi Hyûga
- Manabu Akado
- Nawaki
- Tsubaki
- Daikoku Funeno
- Hana Inuzuka
- Iwashi Tatami
- Izumo Kamizuki
- Kotetsu Hagane
- Mozuku
- Namida Suzume
- Shimon Hijiri
- Tonbo Tobitake
- Kô Hyûga
- Tenga
- Hoheto Hyûga

#### chûnin
- Iruka Umino
- Mizuki Tôji

#### Jōninspécialisés
- Anko Mitarashi
- Aoba Yamashiro
- Genma Shiranui
- Hayate Gekkô
- Ibiki Morino
- Raidô Namiashi
- Tokuma Hyuga
- Muta Aburame
- Ranka
- Ebisu

#### Jōnin
- Fugaku Uchiwa
- Shisui Uchiwa
- Hiashi Hyûga
- Hizashi Hyûga
- Inoichi Yamanaka
- Sakumo Hatake
- Shibi Aburame
- Shikaku Nara
- Shizune
- Asuma Sarutobi
- Gaï Maito
- Kakashi Hatake
- Kurenai Yûhi
- Neji Hyûga
- Tsume Inuzuka

#### Sannin
- Jiraya
- Orochimaru
- Tsunade

#### ANBU
- Yûgao Uzuki
- Komachi
- Towa

#### ANBU, racine
- Saï (anciennement)
- Danzô Shimura
- Torune
- Fû
- Shin
- Hyô
- Dajimu
- Teraï

#### Hokage
- 1er Hokage (Hashirama Senju)
- 2e Hokage (Tobirama Senju)
- 3e Hokage (Hiruzen Sarutobi)
- 4e Hokage (Minato Namikaze)
  - Deuxième mandat de Hiruzen Sarutobi après la mort de Minato Namikaze.
- 5e Hokage (Tsunade Senju)
  - Hokage par intérim durant le coma de Tsunade :
    - Danzô Shimura : nommé 6e Hokage par le daimyo du « Pays du Feu » en attendant confirmation par les jōnins du village ;
    - Kakashi Hatake : nommé par les autres Kage à la suite de la fuite de Danzô du conseil des Kage (mais Tsunade se réveille avant la confirmation du daimyo)
- 6e Hokage (Kakashi Hatake)
- 7e Hokage (Naruto Uzumaki)

#### Déserteurs
- Itachi Uchiwa
- Orochimaru
- Kabuto Yakushi
- Sasuke Uchiwa
- Madara Uchiwa
- Obito Uchiwa

##### Jinchuriki
- Naruto Uzumaki - Kurama (moitié yin, puis entier)
- Mito Uzumaki - Kurama (ancien)
- Kushina Uzumaki - Kurama (ancien)
- Minato Namikaze - Kurama (moitié yang, ancien)
- Rin Nohara - Nanabi

##### Anime
- Aoi Rokushô
- Idate Morino

## Pays de l'Eau, village caché de la brume, Kiri

### Mizukage
- 1er Mizukage (Byakuren)
- 2e Mizukage (Gengetsu Hōzuki)
- 3e Mizukage
- 4e Mizukage (Yagura)
- 5e Mizukage (Meï Terumi)
- 6e Mizukage (Chôjûrô)

### ANBU
- Tsuguri

### Jônins
- Harusame
- Ao
- Chôjûrô
- Chûkichi
- Kiri

### Déserteurs
- Gôzu
- Meizu
- Haku
- Zabuza Momochi
- Kisame Hoshigaki
- Suigetsu Hôzuki
- Utakata

### Jinchuriki
- Utakata
- Yagura

### Anime
- Raiga
- Ranmaru

## Pays de la Foudre, village caché des nuages, Kumo

### Raikage
- 1er Raikage
- 2e Raikage
- 3e Raikage (A)
- 4e Raikage (A)
- 5e Raikage (Darui)

### Team Samui
- Samui
- Omoï
- Karui

### Ninjas
- J
- Darui
- C
- Atsui
- Dodaï
- Motoi

### Jinchuriki
- Killer Bee Jinchūriki de Hachibi
- Yugito Nii, Jinchūriki de Nibi

### Déserteurs
- Kinkaku
- Ginkaku

## Pays des Vagues
- Agari
- Ageha
- Gatô
- Giichi
- Inari
- Kaiza
- Kaji
- Tazuna
- Tsunami
- Waraji
- Zôri

## Pays du Son, village caché d'Oto

### Genin
- Dosu Kinuta
- Kin Tsuchi
- Zaku Abumi
- Misumi Tsurugi
- Yoroï Akadô

### Quintet du Son
- Jirôbô
- Kidômaru
- Sakon et Ukon
- Tayuya
- Kimimaro Kaguya

### Jônin
- Orochimaru
- Kabuto Yakushi

### Hebi / Taka
- Sasuke Uchiwa
- Suigetsu Hôzuki
- Karin
- Jûgo

### Anime

#### Clan Fûma
- Sasame
- Arashi
- Kagero
- Kotohime
- Hanzaki
- Jigumo
- Kamikiri

#### Arc Sanbi
- Guren
- Yûkimaru
- Rinji
- Kihô
- Kigiri
- Nurari
- Gozu

#### Bandits
- Shiin
- Menma

## Pays du Vent, village caché du sable, Suna

### Personnages principaux
- Temari
- Kankurô
- Gaara

### Personnages secondaires

#### Anciens
- Monzaemon Chikamatsu
- Chiyo
- Ebizô
- Bunpuku

#### Déserteurs
- Mukade
- Sasori
- Yûra

### Genin
- Ittetsu
- Sari
- Saya
- Mamushi
- Sana

### Chunin
- Matsuri
- Sari
- Yukata
- Yashamaru

### Jônin
- Baki
- Kankurô
- Otokaz
- Pakura
- Sasetsu
- Temari

### Kazekage
- 1er Kazekage (Reto)
- 2e Kazekage (Shamon)
- 3e Kazekage
- 4e Kazekage (Rasa)
- 5e Kazekage (Gaara)

### Anime

#### Équipe Shira
- Shira
- Yome (eisennin)
- Sen

#### Équipe Matsuri (Examenchunin)
- Mikoshi

## Pays de la Terre, village caché de la roche, Iwa

### Tsuchikage
- 1er Tsuchikage (Ishikawa)
- 2e Tsuchikage (Mû)
- 3e Tsuchikage (Onoki)
- 4e Tsuchikage (Kurotsuchi)

### Ninjas
- Akatsuchi
- Gari
- Ittan
- Kakkou
- Kitsuchi
- Mahiru
- Shibito Azuma
- Sumashi
- Taiseki
- Chukichi

### Déserteurs
- Deidara

### Jinchuriki
- Rôshi, Jinchūriki de Yonbi
- Han, Jinchûriki de Gobi

### Anime
- Jibachi Kamizuru
- Kurobachi Kamizuru
- Suzumebachi Kamizuru

## Pays de la Pluie, village caché d'Ame

### Leader
- Hanzô
- Pain (Tendô)
- Konan

### Genin
- Baïu
- Kagari
- Midare
- Mubi
- Oboro
- Shigure
- Ajisaï

### Akatsuki (à la fondation)
- Nagato Uzumaki
- Yahiko
- Konan

### Anime
- Aoi Rokushô
- Fukusuke Hiashira
- Idate Morino
- Jirocho
- Kandachi
- Kanpachi
- Karashi
- Raïga Kurosuki
- Ranmaru

### OAV
- Kisame
- Kirisame
- Murasame

## Pays de l'Herbe, village de Kusa
- Shiore
- Karin

### Anime
- Kazami (Examen chunin)
- Muyami (Examen chunin)
- Burami (Examen chunin)

## Pays de la Cascade, village de Taki

### Deserteurs
- Kakuzu
- Suika

### Jinchuriki
- Fuu
- Han

### Anime
- Kogen
- Yoro

### OAV
- Shibuki
- Suien

## Pays des Sources chaudes, village caché de Yu
- Chino Chinoike

### Deserteurs
- Hidan

## Pays des Neiges, village de Yuki

### Soldat
- Sandayuu Azama

### Jōnin
- Fubuki Kakuyoku
- Mizore Fuyukuma
- Nadare Rôga

### Daimyo
- Dotô Kazahana
- Sôtetsu Kazahana

### Civil
- Koyuki Kazahana

## Pays de la Rivière

### Village de Takumi (anime)
- Seimei (fondateur)
- Hôki
- Kujaku
- Ryûgan
- Suiko

### Curry de la Vie (anime)
- Karashi
- Grand-Mère Sansho

## Pays des Oiseaux (anime)

### Clan Watari (anime)
- Hôki / Mōsō (leader du clan)
- Hokushin
- Nagare

### Autres personnages (anime)
- Chishima
- Komei
- Noroimusha / Guerrier Maudit
- Owashi
- Sagi
- Toki

## Pays de l'Ours, village de Hoshi (anime)

### Hoshikage
- 1er Hoshikage
- 2e Hoshikage
- 3e Hoshikage
- 4e Hoshikage (Akahoshi)

### Genin
- Hokuto
- Mizura
- Sumaru

### Jônin
- Hotarubi
- Natsuhi
- Shisou
- Yotaka

## Pays des Clés, village caché de Jômae
- Hanare

## Pays du Thé
- Idate Morino
- Famille Wasabi
- Famille Wagarashi

## Pays de la forêt (anime)

### Clan Shinobazu
- Gantetsu
- Shura
- Monju

### Gardes
- Todoroki

### Autres
- Akio

## Pays de l’Océan (anime)
- Amachi
- Isaribi
- Umibôzu

## Pays des Tourbillons, village caché des Remous, Uzushio
- Kushina Uzumaki
- Mito Uzumaki
- Ashina Uzumaki (chef du clan)

## Pays du Fer

### Chef
- Mifune

### Samouraïs
- Okisuke
- Urakaku
- Tatewaki (anciennement)

## Pays des Montagnes, village de la vapeur chaude, Kagerô
Gennô et son fils étaient les deux derniers survivants après l'attaque qu'a subie le village de Kagerô. Il n'y a donc plus de personnes originaire de ce pays à l'heure actuelle. Le village à lui aussi disparu.
- Gennô
- Fils de Gennô

## Pays de Ci
- Chiyo (fille du daimyô du pays de Ci)
- Tatewaki

## Pays de Là
- Shû (fils du daimyô du Pays de Là)

## Pays de Na

### Ninjas
- Yurinojô
- Kikunojô

### Daimyô
- Haruna

## Pays du Silence
- Gengo
- Komori
- Minoichi

## Pays du Ciel, temple Angkor Bandian
- Shinnô
- Amaru

## Pays des Nouilles

### Daimyô
- Chikara jujiin

### Autre
- Princesse Fuku

## Pays de la Lune, Getsu (film)
- Amayo (Femme de Michiru, mère d'Hikaru)
- Cham (Tigre à dents de sabre)
- Hikaru Tsuki (Fils de Michiru)
- Ishidate (Ninja ennemi)
- Karenbana (Kunoichi ennemie)
- Kikki (Petit singe)
- Kongo (Ninja ennemi)
- Michiru Tsuki (Prince, père d'Hikaru et mari d'Amayo)
- Shabadaba (Ministre, ennemi)

## Pays de la Lune, Tsuki (jeu vidéo)
- Tsukino (chef)

## Pays de So
(Ce pays n’existe plus)

### Empereur
- Tenji

### Shinobi
- Kaguya Otsutsuki

## Autres villages

### Village de Tsuchigumo
- Hotaru
- En no Gyôja
- Shiranami
- Akaboshi
- Benten
- Chûshin
- Nangô

## L'OrganisationAkatsuki
- Itachi Uchiwa
- Kisame Hoshigaki
- Zetsu
- Deidara
- Sasori
- Obito Uchiwa (aussi connu sous le pseudo « Tobi »)
- Hidan
- Kakuzu
- Konan
- Pain (Nagato / Yahiko)
- Sasuke Uchiwa
- Suigetsu Hôzuki
- Jûgo
- Karin
- Orochimaru (avant le début de l'histoire)

## Le clan Ōtsutsuki
- Toneri Ōtsutsuki
- Momoshiki Ōtsutsuki
- Kinshiki Ōtsutsuki
- Urashiki Ōtsutsuki
- Kaguya Ōtsutsuki
- Isshiki Ōtsutsuki
- Indra Ōtsutsuki
- Hamura Ōtsutsuki
- Hagoromo Ōtsutsuki
- Ashura Ōtsutsuki
- Shibai Ōtsutsuki

## Les Démons à queues et leurs hôtes
- Reibi: Amaru (film)
- Ichibi (Shukaku): Bunpuku, Gaara.
- Nibi (Matatabi): Yugito Nii.
- Sanbi (Isobu): Yagura, Lin Nohara.
- Yonbi (Son Gokû): Rôshi.
- Gobi (Kokuô): Han.
- Rokubi (Saiken): Utakata.
- Nanabi (Chômei): Fû.
- Hachibi (Gyûki): Fukaï, Killer Bee.
- Kyûbi (Kurama): Mito Uzumaki, Kushina Uzumaki, Minato Namikaze (moitié yin), Naruto Uzumaki (moitié :yang)
- Jûbi: Le Sage des six chemins, Obito Uchiwa, Madara Uchiwa, Kaguya Otsutsuki.

## Les invocations
- Akino
- Biscuit
- Bull
- Denka
- Doki
- Enma
- Fukasaku
- Gama
- Gamabunta
- Gamahiro
- Gamaken
- Gamakichi
- Gamariki
- Gamatabi
- Gamatatsu
- Gerotora
- Gulko
- Hina
- Kamatari
- Katsuyu
- Kôsuke
- Kyodaigumo
- Kyodaija
- Manda
- Ningame
- Oogama Sennin
- Pakkun
- Shiba
- Shima
- U-hei
- Ulshi
- Umibôzu

## Autres
- Le Sage des six chemins

## Liste alphabétique
A
- A
- Akaboshi
- Akamaru
- Amachi
- Amaru
- Ami
- Anko Mitarashi
- Aoba Yamashiro
- Aoi Rokushô
- Arashi
- Asuma Sarutobi
- Ayame

B
- Baiu
- Baki
- Benten

C
- Chiriku
- Chiyo
- Chôji Akimichi
- Chôza Akimichi
- Chûshin

D
- Dan Katô
- Danzô Shimura
- Deidara
- Doki
- Dosu Kinuta
- Dotô Kazahana

E
- Enma
- Ebisu
- Ebizô
- En no Gyôja

F
- Fû (ANBU racine)
- Fû (jinchūriki)
- Fubuki Kakuyoku
- Fudo
- Fuen
- Fugai
- Fugaku Uchiwa
- Fûjin
- Fûka

G
- Gaara
- Gaï Maito
- Gamabunta
- Gamakichi
- Gamatatsu
- Gatô
- Genma Shiranui
- Gennô
- Giichi
- Gozu
- Gôzu
- Guren

H
- Haido
- Haku
- Hanzô
- Hanabi Hyûga
- Hanzaki
- Hashirama Senju
- Hayate Gekkô
- Hiashi Hyûga
- Hidan
- Hinata Hyûga
- Hizashi Hyûga
- Hokage
- Hôki
- Homura Mitokado
- Hotaru

I
- Ichibi
- Idate Morino
- Inari
- Ino Yamanaka
- Inochi Yamanaka
- Ibiki Morino
- Inabi Uchiwa
- Iruka Umino
- Isaribi
- Itachi Uchiwa
- Iwashi Tatami
- Izumo Kamizuki
- Izuna Uchiwa

J
- Jibachi Kamizuru
- Jigumo
- Jiraya
- Jirôbô
- Jûgo

K
- Kabuto Yakushi
- Kaguya Otsutsuki
- Kagari
- Kagerô
- Kaiza
- Kakashi Hatake
- Kakuzu
- Kamatari
- Kamina
- Kamikiri
- Kankurô
- Karashi
- Karin
- Katsuyu
- Kazuma
- Kazekage
- Kiba Inuzuka
- Kidômaru
- Kigiri
- Kihô
- Kimimaro Kaguya
- Kin Tsuchi
- Kisame Hoshigaki
- Koharu Utatane
- Konan
- Konohamaru
- Kotetsu Hagane
- Kujaku
- Kurenai Yûhi
- Kurobachi Kamizuru
- Kushina Uzumaki
- Kyûbi

L
- Lin

M
- Madara Uchiwa
- Mahiru
- Manabu Akado
- Manda
- Matsu
- Matsuri
- Meizu
- Midare
- Mifune
- Mikoto Uchiwa
- Misumi Tsurugi
- Mito Uzumaki
- Mizore Fuyukuma
- Mizukage
- Mizuki Tôji
- Moegi
- Monzaemon Chikamatsu
- Mubi

N
- Nadare Rôga
- Nagato
- Nangô
- Naruto Uzumaki
- Nawaki
- Nekobaa
- Neji Hyûga
- Nibi
- Ningame
- Nishi
- Nurari

O
- Obito Uchiwa
- Oboro
- Oki
- Omoï
- Orochimaru

P
- Pakkun
- Pain

R
- Raidô Namiashi
- Raïga Kurosuki
- Raijin
- Raikage
- Ranke
- Ranmaru
- Rinji
- Rock Lee
- Rôshi
- Ryûgan

S
- Le Sage des six chemins
- Sai
- Sanbi
- Sakon
- Sakumo Hatake
- Sakura Haruno
- Sansho (Grand-Mère)
- Sasori
- Sasame Fûma
- Sasuke Uchiwa
- Seimei
- Shibi Aburame
- Shibuki
- Shigure
- Shijimi
- Shikaku Nara
- Shikuro Aburame
- Shikamaru Nara
- Shino Aburame
- Shiranami
- Shisui Uchiwa
- Shizune
- Shukaku
- Sôtetsu Kazahana
- Sora
- Suien
- Suigetsu Hôzuki
- Suiko
- Suzume
- Suzumebachi Kamizuru
- Sumaru

T
- Tamaki
- Tayuya
- Tazuna
- Temari
- Tenzô
- Tenten
- Teuchi
- Teyaki Uchiwa
- Tobi
- Tonbo Tobitake
- Torune
- Tsubaki
- Tsuchikage
- Tsunade
- Tsunami

U
- Udon
- Ukon
- Umibôzu
- Uruchi Uchiwa

W
- Waraji
- Watari Nagare

Y
- Yahiko
- Yamato
- Yashiro Uchiwa
- Yoroï Akadô
- Yoshino Nara
- Yûgao Uzuki
- Yugito Nii
- Yûkimaru
- Yûra

Z
- Zabuza Momochi
- Zaku Abumi
- Zetsu
- Zôri